# Folke Rabe
Folke Rabe, född 28 oktober 1935 i Stockholm, död 25 september 2017, var en svensk tonsättare och jazz- och kammarmusiker med trombon som huvudinstrument. Han var son till Harald Rabe.
På Statens Musikverk/Svenskt visarkiv finns Folke Rabes personarkiv som är fritt tillgängligt för forskning.

## Biografi
Rabe studerade komposition i Stockholm och Darmstadt med lärare som Karl-Birger Blomdahl, György Ligeti, Witold Lutosławski och Ingvar Lidholm. Inom den moderna konstmusiken var Rabe en företrädare för improvisationsmusik och grafisk notation. På senare tid utgjorde musik för mässingsblåsinstrument en markant del i hans verklista (bland annat Basta för solotrombon samt solokonserter för trumpet, trombon och valthorn). Rabe komponerade också uppmärksammade körmusikverk (bland annat Rondes och to love) samt elektroakustisk musik (bland annat VA??). Rabe valdes in som medlem i Föreningen svenska tonsättare 1965.
Som jazzmusiker spelade Folke Rabe med bland annat Arne Domnérus storband och Harry Arnolds radioband. Under många år spelade han i Jack Lidströms Hep Cats och Lasse Törnqvists Blue Stars. Rabe var under lång tid programledare i olika program i Sveriges Radio P2.

## Priser och utmärkelser
- 1996 – Atterbergpriset
- 2010 – Medaljen för tonkonstens främjande
- 2010 – Rosenbergpriset

## Verkförteckning

### Orkesterverk
- Hep-Hep för symfoniorkester (1966)
- All the Lonely People..., konsert för trombon och kammarorkester (1990)
- Naturen, flocken och släkten, konsert för valthorn och stråkorkester (1991) [inspelad med Sören Hermansson och Helsingborgs symfoniorkester, utgiven på Basta (Phono Suecia PSCD 67), 1994)]
- Sardine Sarcophagus, konsert för trumpet och sinfonietta (1995)
- Så att denna sång inte dör för symfoniorkester (1998)
- L'Assiuolo caprese, konsert för brasskvintett och orkester (2002)

### Verk för blåsorkester
- Henry IV (1964)
- Altiplano (1982)

### Verk för radio
- ISNOT, musikdramatiskt verk för radion till text av Björner Torsson (2004–05)

### Körmusik
- 7 dikter av Nils Ferlin för blandad kör (1958)
- Pièce, för talkör, text Lasse O'Månsson (1961) [inspelad med Bel Canto-kören, utgiven på Basta (Phono Suecia PSCD 67), 1994)]
- Rondes för blandad kör (även i version för manskör) (1964) [inspelad med Orphei drängar, utgiven på Basta (Phono Suecia PSCD 67), 1994)]
- OD för manskör (1965)
- Joe's Harp för blandad kör (1970) [inspelad med Bromma kammarkör, utgiven på Mellan dröm och verklighet (Proprius PROP 7802), 1979, och på ARGH! (Kning Disk KD 006/Håll Tjäften TJÄFT 010)]
- Två strofer för blandad kör till text av Göran Sonnevi (1980) [inspelad med Radiokören, utgiven på Basta (Phono Suecia PSCD 67), 1994)]
- to love för blandad kör till text av E.E. Cummings (1984) [inspelad med Radiokören utgiven på Basta (Phono Suecia PSCD 67), 1994)]
- Hövisk pålslagarmadrigal för OD, 150 för manskör (2003)

### Vokalmusik
- Havets hand 1 och 2 för röst och piano till text av Elmer Diktonius (1958)
- Notturno för mezzosopran, flöjt, oboe och klarinett till text av Edith Södergran (1959) [inspelad med Maria Höglind m.fl., utgiven på Basta (Phono Suecia PSCD 67), 1994)]
- Två sånger till Rune Lindström på Svenska Flaggans Dag för röst och piano till text av tonsättaren (1964–65)
- SJU 7 – Lättjan för tenor solo, blandad kör, 3 slagverkare och stråkkvartett till text av Carl Jonas Love Almqvist (2005)

### Kammarmusik
- Suite för två klarinetter (1957)
- Divertimento for Solo Clarinet (1958)
- Bolos för 4 tromboner, tillsammans med Jan Bark (1962) [utgiven på Svenskt 60-tal (Artist ALP 102, 1966) och på ARGH! (Kning Disk KD 006/Håll Tjäften TJÄFT 010)]
- Impromptu för klarinett/basklarinett, trombon, cello, piano och slagverk (1962)
- Souvenirs för recitatör, hammondorgel och rytmgrupp (1963)
- Pajazzo för 8 jazzmusiker (1964)
- Polonaise för 4 tromboner, ljuseffekter och rörelser, tillsammans med Jan Bark (1966)
- Basta för solo trombon (1982) [inspelad med Christian Lindberg, utgiven på Basta (Phono Suecia PSCD 67), 1994)]
- Shazam för solo trumpet (1984)
- Escalations för brasskvintett (1988)
- Tintomara för trumpet och trombon (1992) [inspelad med Christian Lindberg och Håkan Hardenberger, utgiven på Basta (Phono Suecia PSCD 67), 1994)]
- Jawbone Five för trombon och 6 slagverkare (1996)
- A Chaser för flöjt, violin, cello och piano (2004)

### Verk för orgel
- Sebastian (2001)

### Verk för piano
- 7 Variations for Piano (1957–60)
- With Love (1984)

### Filmmusik
- Mannen som övergav bilar, tillsammans med Ken Dewey (1963–66)
- På månen blåser ingen hambo, med The Culture Quartet (1971)
- Pank, tillsammans med Olle Eriksson (1980)

### Elektronisk musik
- ARGH!, elektroakustisk musik (1965) [utgiven på ARGH! (Kning Disk KD 006/Håll Tjäften TJÄFT 010)]
- Va?? Was?? What??, elektroakustisk musik (1967) [utgiven på Was?? (Wergo WER 60047), 1970, och på What?? (Dexter's Cigar DEX 12) 1997]
- To the Barbender, elektroakustisk musik (1982) [utgiven på ARGH! (Kning Disk KD 006/Håll Tjäften TJÄFT 010)]
- Narrskeppet, intermedia performance (1983)
- Cyclone, elektroakustisk musik (1985) [utgiven på Basta (Phono Suecia PSCD 67), 1994)]
- Älskade lilla gris för recitatör, elektroakustisk musik och bildspel till text av Ulf Nilsson (1986)
- Världsmuseet, indermedia performance, med The New Culture Quartet (1987)
- Narragonien, indermedia performance , med The New Culture Quartet (1990)
- Swinee River, elektroakustisk musik (2005)